# Gobierno de Juan Orlando Hernández
El gobierno de Juan Orlando Hernández comenzó el 27 de enero de 2014 y concluyó el 27 de enero de 2022. Durante su gobierno se realizaron avances en materia de seguridad, y macroeconomía. Se conformó además una Misión de Apoyo contra la Corrupción y la Impunidad en Honduras luego de protestas masivas. A su vez, el gobierno ha lidiado con escándalos como la muerte de la ambientalista Berta Cáceres y la crisis poselectoral de 2017-2018.
El gobierno se autopromociona como «el gobierno de la vida mejor», en alusión al programa gubernamental Vida Mejor. Los principales opositores políticos del país calificaron al gobierno como una «dictadura», y desde 2015 llamaron a numerosas protestar para pedir la salida del presidente Hernández.

## Tomas de posesión
Primera
A la primera toma de posesión, el 27 de enero de 2014, asistieron S.A.R. don Felipe de Borbón, príncipe de Asturias; Laura Chinchilla, presidenta de Costa Rica; Juan Manuel Santos, presidente de Colombia; Ricardo Martinelli de Panamá, Danilo Medina de República Dominicana, Atifete Jahjaga representante de Kosovo, Ma Ying-Jeou, presidente de Taiwán, Rosa Virginia Chávez (hija del expresidente venezolano Hugo Chávez) y su esposo como representantes de Venezuela, cuerpos diplomáticos de países amigos, el secretario general OEA José Miguel Insulza y representantes de organismos internacionales como el Sistema de la Integración Centroamericana, Naciones Unidas, el Banco Mundial y el Banco Interamericano de Desarrollo.
Asimismo estuvieron presentes el presidente saliente, Porfirio Lobo Sosa y los expresidentes hondureños Rafael Leonardo Callejas y Ricardo Maduro; el arzobispo Rómulo Emiliani, representante de la Arquidiócesis de Tegucigalpa, y el pastor Alberto Solórzano, representante de la Confraternidad Evangélica de Honduras, entre otros.
En su discurso inaugural, Hernández aseguró que elevaría el número de elementos de la Policía Militar, así como la puesta en vigencia de la Policía TIGRES. Aseguró la aceleración de la depuración de las instituciones públicas y mencionó que su gobierno contrarrestaría los altos índices de violencia que imperaban en el país aplicando la “cero tolerancia”. También, bajo el lema "Una vida mejor", Hernández reiteró su promesa de ayudar a las 800,000 familias más pobres, de apoyar a los pequeños productores y de generar empleos. Durante la toma, simpatizantes del opositor Partido Libre marcharon en repudio a Hernández, a quien acusaron de ganar fraudulentamente.
Segunda
Para la segunda toma de posesión, llevada a cabo el 27 de enero de 2018 y por tratarse del inicio de un segundo mandato, la ceremonia fue más sencilla y solo fueron invitadas delegaciones diplomáticas. A esta se presentaron los representantes de 138 países y organismos internacionales, tales como Taiwán, Israel, Canadá, Reino Unido, México, Francia, Brasil, Argentina, Italia, Rusia, Corea del Sur, Cuba, República Dominicana, Alemania y los países vecinos centroamericanos: El Salvador, Nicaragua, Costa Rica, Guatemala y Panamá. También llegaron representantes de la Iglesia católica y Evangélica del país. La toma se dio en medio de protestas callejeras convocadas por el excandidato Salvador Nasralla para tratar de impedir su realización.

## Estructura de gobierno
El plan inicial del presidente Juan Orlando Hernández era crear solo siete ministerios, pero no pudo hacerlo porque hay varias Secretarías de Estado señaladas en la constitución. De modo que resolvió crear 7 gabinetes sectoriales en los cuales se integran la mayor parte de instituciones del Estado, de las cuales sólo 13 tuvieron el rango de Secretaría, más una Secretaría General que está por encima de los ministros sectoriales y una Secretaría de la Presidencia; contrastando así con las 38 secretarías del gobierno anterior. El nuevo esquema de gobierno, oficializado por decreto ejecutivo, contempló la desaparición de la Secretaría de Planificación y Cooperación Externa; de Cultura, Artes y Deportes; de Turismo; de los Pueblos Indígenas y Afrohondureños; y de Justicia y Derechos Humanos, cuyas funciones y presupuestos pasaron a otras instituciones. También le quitó el rango de secretaría a instituciones como Pronaders, FHIS, SANAA, ENEE, Instituto de la Juventud, Infop, Praf, Inam, INA e Ihnfa, entre otras. Los designados presidenciales electos para el primer periodo fueron Ricardo Álvarez, Rossana Guevara y Lorena Herrera.
El 27 de enero de 2018 se volvió a crear la Secretaría de Derechos Humanos, que hasta entonces había funcionado como una dirección de la "Secretaría de Derechos Humanos, Justicia, Gobernación y Descentralización". Los designados presidenciales electos para este segundo mandato fueron Ricardo Álvarez, María Antonia Bográn y Olga Alvarado.
El gabinete y la estructura de gobierno desde 2014 ha sido el siguiente:
| Secretaría de la Presidencia Reinaldo Sánchez (ene 2014-jun 2017) Ricardo Cardona (jun 2017-)                                         |
| - Asesor privado y secretario ejecutivo del Consejo de Ministros: Ebal Díaz (ene 2014-may 2021) Abraham Alvarenga (may 2021-ene 2022) |
| Secretaría General de Gobierno Zoila Patricia Cruz Cerrato                                                                            |

| Instituciones integradas                                                                                | Titulares                                                                     | Periodo                                                                 |
| --- | ----------------------------------------------------------------------------- | ----------------------------------------------------------------------- |
| Gobernabilidad y Descentralización Ricardo Álvarez                                                      |                                                                               |                                                                         |
| Secretaría de Derechos Humanos, Justicia, Gobernación y Descentralización (enero de 2014-enero de 2018) | Rigoberto Chang Castillo Héctor Leonel Ayala                                  | Ene 2014-mar 2016 Mar 2016-ene 2018                                     |
| Secretaría de Gobernación, Justicia y Descentralización (desde enero de 2018)                           | Héctor Leonel Ayala                                                           | Ene 2018-ene 2022                                                       |
| Secretaría de Derechos Humanos                                                                          | Karla Cuevas                                                                  | Ene 2018-ene 2022                                                       |
| COPECO                                                                                                  |                                                                               |                                                                         |
| Centros Penales                                                                                         |                                                                               |                                                                         |
| Registro Nacional de las Personas                                                                       |                                                                               |                                                                         |
| Instituto de Acceso a la Información Pública                                                            |                                                                               |                                                                         |
| Cuerpo de Bomberos                                                                                      |                                                                               |                                                                         |
| Empresa Nacional de Artes Gráficas                                                                      |                                                                               |                                                                         |
| Desarrollo e Inclusión Social Reinaldo Sánchez Rivera                                                   |                                                                               |                                                                         |
| Secretaría de Desarrollo e Inclusión Social (SEDIS)                                                     | Lisandro Rosales Ricardo Cardona Reinaldo Sánchez Zoila Patricia Cruz Cerrato | Ene 2014-2015 2015-jun 2017 Jun 2017-sep 2020 Sep 2020-Ene 2022         |
| Secretaría de Salud                                                                                     | Yolany Batres Delia Rivas Octavio Sánchez Midence Alba Flores                 | Ene 2014- ene2017 Ene 2017-ene 2018 Ene 2018-dic 2018 Dic 2018-ene 2022 |
| Secretaría de Educación                                                                                 | Marlon Escoto Rutilia Calderón Marcial Solís Arnaldo Bueso                    | Ratificado-2017 2017-feb 2018 Feb 2018-dic 2018 Dic 2018-ene 2022       |
| Secretaría de Trabajo y Seguridad Social                                                                | Carlos Alberto Madero Erazo                                                   | Ene 2014-ene 2022                                                       |
| Programa de Asignación Familiar (PRAF)                                                                  |                                                                               |                                                                         |
| Instituto Hondureño de la Niñez y la Familia (Ihnfa)                                                    |                                                                               |                                                                         |
| Patronato Nacional de la Infancia (Pani)                                                                |                                                                               |                                                                         |
| Despacho de la primera dama                                                                             | Ana García Carías                                                             | Ene 2014-ene 2022                                                       |
| Todas las universidades públicas                                                                        |                                                                               |                                                                         |
| Desarrollo Económico e Inversiones Alden Rivera (2014-2016) Arnaldo Castillo (desde 2016)               |                                                                               |                                                                         |
| Secretaría de Desarrollo Económico                                                                      | Alden Rivera                                                                  |                                                                         |
| Secretaría de Agricultura y Ganadería                                                                   | Jorge Lobo Jacobo Paz Santiago Ruiz                                           | Ene 2014-mar 2014 Mar 2014-2018 2018-ene 2022                           |
| Secretaría de Recursos Naturales, Ambiente y Minas                                                      | José Antonio Galdámez                                                         | Ene 2014-ene 2022                                                       |
| INA |                                                                               |                                                                         |
| Infraestructura Productiva Roberto Ordóñez                                                              |                                                                               |                                                                         |
| Secretaría de Infraestructura y Servicios Públicos                                                      | Roberto Ordóñez Roberto Pineda                                                | Ene 2014-2017 Abr 2018-Ene 2022                                         |
| SOPTRAVI                                                                                                | Roberto Ordóñez                                                               | Ene 2014-                                                               |
| Empresa Nacional de Energía Eléctrica (ENEE)                                                            |                                                                               |                                                                         |
| SANAA                                                                                                   |                                                                               |                                                                         |
| Empresa Hondureña de Telecomunicaciones (Hondutel)                                                      |                                                                               |                                                                         |
| Empresa Nacional Portuaria                                                                              |                                                                               |                                                                         |
| Conducción y Regulación Económica Marlon Tábora Muñoz                                                   |                                                                               |                                                                         |
| Banco Central de Honduras                                                                               | Marlon Tábora Manuel Bautista Wilfredo Cerrato                                | Ene 2014-ene 2016 Ene 2016-ene 2018 Ene 2018-ene 2022                   |
| Secretaría de Finanzas                                                                                  | Wilfredo Cerrato Rocío Tábora                                                 | Ratificado Ene 2018-ene 2022                                            |
| Banco Nacional de Producción y Vivienda (BANPROVI)                                                      |                                                                               |                                                                         |
| Banco Nacional de Desarrollo Agrícola (BANADESA)                                                        |                                                                               |                                                                         |
| Comisión de Bancos y Seguros (CNBS)                                                                     |                                                                               |                                                                         |
| Seguridad y Defensa Arturo Corrales                                                                     |                                                                               |                                                                         |
| Secretaría de Seguridad                                                                                 | Arturo Corrales Julián Pacheco Tinoco                                         | Ene 2014-2015 2015-ene 2022                                             |
| Secretaría de Defensa                                                                                   | Samuel Reyes Fredy Santiago Díaz Zelaya                                       | Ene 2014-2017 Feb 2018-ene 2022                                         |
| Dirección de Investigación y Evaluación de la Carrera Policial (DIECP)                                  |                                                                               |                                                                         |
| Sistema de Administración Financiero Integrado (SIAFI)                                                  |                                                                               |                                                                         |
| Relaciones Internacionales Jorge Ramón Alcerro                                                          |                                                                               |                                                                         |
| Secretaría de Relaciones Exteriores                                                                     | Mireya Agüero Arturo Corrales María Dolores Agüero Lisandro Rosales           | Ratificada-2015 2015-2017 2017-jul 2019 Jul 2019-ene 2022               |
| Turismo                                                                                                 |                                                                               |                                                                         |
| Despacho de Planificación y Cooperación Externa                                                         |                                                                               |                                                                         |
| Oficina del Plan de Nación Visión de País                                                               |                                                                               |                                                                         |

Otro puesto relevante fue el de la hermana del presidente Hilda Hernández como Coordinadora del Gabinete de Estrategia Presidencial y Directora de Comunicaciones (2014-2017), también llamada «Ministra Directora de Comunicaciones». Su nombramiento causó controversia, pues la constitución prohíbe que personas con inmediato parentesco familiar al presidente sean nombrados ministros. El presidente Hernández aclaró que se trataba de un título honorífico, ya que el cargo no contó con las atribuciones constitucionales de un secretario de Estado, tales como el manejo de recursos del Estado o la designación de un presupuesto.

## Primer año
En su primer año, Hernández se enfocó en reducir la tasa de desempleo y la reinante ola delincuencial, que ubicaba al país entre los 5 más peligrosos del mundo. Se intervinieron varias instituciones del Estado y se anunciaron estudios para la creación de la primera de las llamadas "Zonas de Desarrollo y Empleo Económico" (ZEDE), o Ciudades Modelo, iniciativa que impulsó desde el Congreso Nacional.

## Seguridad
Durante el primer mandato de Hernández, los avances del gobierno en la lucha contra la criminalidad fueron alabados por figuras como la socióloga y rectora de la UNAH, Julieta Castellanos, la encargada de la embajada estadounidense, Heide B. Fulton, y el secretario de Seguridad Nacional, John Kelly. Los mismos le valieron a Honduras mejorar notablemente en su Índice de Paz Global, pasando de la posición 123 en 2013 a la 106 en 2017; lo cual, sin embargo, aún lo colocó como un país peligroso, y el séptimo más conflictivo de Latinoamérica. Asimismo, en 2017, logró posicionarse junto a Chile en el primer lugar de Latinoamérica en el Índice Global de Ley y Orden realizado por la compañía estadounidense Gallup, que mide la percepción de seguridad ciudadana y la confianza en los entes de seguridad.

Muertes violentas e índice de muertes violentas cada 100,000 habitantes de 2012 a 2021, según el Observatorio de la Violencia.

Logró continuar con el descenso en el índice de muertes violentas que se venía dando desde 2012, cuando Honduras fue considerado el país sin guerra más violento del mundo. De acuerdo al Observatorio de la Violencia de la UNAH, esta cifra se redujo a 59.1 para 2016. Por su parte, el Sistema Estadístico Policial en Línea (SEPOL) de la Secretaría de Seguridad presentó mínimas diferencias en cuanto al índice de muertes violentas, atribuidas a la distinta metodología y estimaciones poblacionales; aunque algunos cuestionaron la exactitud de estas cifras. Para 2020 se registró el menor índice de muertes violentas durante el gobierno, debido al confinamiento ocurrido durante la pandemia de COVID-19 en Honduras.
Durante el gobierno de Hernández comenzaron las extradiciones de hondureños a Estados Unidos por delitos de lavado de activos y tráfico de drogas, lo cual representó un importante golpe para los cárteles que operaban en Honduras. El primero de ellos fue Carlos Arnoldo "El negro" Lobo, antiguo operador del Cártel de Sinaloa de México y del Cártel de Los Cachiros de Honduras. Lobo, a quien le seguían la pista desde 2006, fue capturado en marzo de 2014 y dos meses después se convirtió en el primer hondureño en ser extraditado. Su captura ayudó a desvelar un plan de magnicidio contra el presidente Hernández.

### Reformas y novedades
Cáceles de máxima seguridad
En septiembre de 2016 comenzó a funcionar en Honduras la primera cárcel de máxima seguridad, denominada "El Pozo", ubicada en Ilama, Santa Bárbara, la cual opera bajo los parámetros de la Asociación Americana de Correccionales (ACA). Posteriormente comenzó a funcionar la cárcel de máxima seguridad "La Tolva," también conocida como "El Pozo II", en Morocelí, El Paraíso. Ambas cárceles hicieron frente a la problemática del hacinamiento y el control de los mareros en los centros penales de Honduras, desde la cuales continuaban ordenando actos delictivos. Al ser construidas, El Pozo tenía capacidad para 1,450 reos, mientras que La Tolva para 1,350.
Sistema de emergencias 911
En abril de 2013 había comenzado a funcionar en Honduras la línea de emergencia 911, con una central en la capital, Tegucigalpa. Para mayo de 2015 el Congreso de la República aprobó la Ley del Sistema Nacional de Emergencias 911, una iniciativa del Poder Ejecutivo con la cual el número de emergencia 911 pasó a ser el único habilitado para acciones de seguridad, socorro y denuncias, las cuales pasaron a ser atendidas por 17 instituciones integradas. La ley además establece el procedimiento a seguir en la recepción de llamadas y fija penas para las llamadas falsas. El Sistema Nacional de Emergencia 911 comenzó a funcionar en agosto del mismo año con 1,3000 cámaras y un centro de atención de llamadas en Tegucigalpa, y luego otro en San Pedro Sula. Para agosto de 2017 el sistema contaba con cobertura de llamadas a nivel nacional y videovigilancia en las ciudades de Tegucigalpa, San Pedro Sula, Choloma, Lima, Villanueva, El Progreso y San Manuel.
Reformas a la Policía Nacional
En abril de 2016 se aprobó el Decreto 21-2016 con la Ley de Emergencia Nacional para la Depuración Policial. El decreto declaró una emergencia de seguridad nacional y creó una Comisión Especial para el Proceso de Transformación y Depuración de la Policía Nacional, que duraría un año. En enero de 2017, la labor de la Comisión fue extendida hasta enero de 2018, y luego se extendió en dos ocasiones más hasta enero de 2022. La misma, juramentada por el presidente de la República el 12 de abril de 2016, estuvo integrada por el secretario de Seguridad, Julián Pacheco, la expresidenta de la Corte Suprema de Justicia, Vilma Morales, el pastor Alberto Solórzano y el representante de la sociedad civil, Omar Edgardo Rivera; y tuvo como asesores al exdiputado German Leitzelar y al director de la Asociación para una Sociedad más Justa, Carlos Hernández. La Comisión separó de su cargo a 6,168 policías, una cifra significativa en la historia de la Policía Nacional. La depuración fue considerada un éxito para el experto en seguridad en América Latina, Eric Olson, mientras que para el director de la Policía Nacional que asumió en 2022, Gustavo Sánchez, se trató de un intento del presidente Juan Orlando Hernández de controlar a la Policía y militarizar la seguridad pública.
En 2015 se fundó la Dirección de Telemática, gracias al apoyo del gobierno de Colombia y de Estados Unidos, la cual absorbió al Centro de Operaciones y Estrategias Policiales (COEPOL, fundado en 2013). Ese año también se fundó la Dirección Policial de Investigación (DPI), que absorbió todas las unidades que integraban la Dirección Nacional de Investigación Criminal (DNIC) y la Dirección Nacional de Servicios Especiales de Investigación (DNSEI). En junio de 2016, la Policía Nacional traspasó al Sistema Nacional de Emergencia el Sistema 911 y creó el Centro de Operaciones Institucional (COI), mientras que en noviembre se procedió a la implementación de la Dirección Policial de Telemática mediante el Decreto Ejecutivo PCM 075-2016. El 21 de diciembre de ese año se creó la Dirección Nacional de Servicios Policiales Fronterizos (DNSPF), que había sido una propuesta del director general Félix Villanueva Mejía, presentada a la Comisión Especial de Depuración y Transformación de la Policía Nacional y aprobada en abril de 2016.

## Transparencia
En su primer acto público tras la toma de posesión, el presidente Hernández firmó una carta de intenciones con Transparencia Internacional para pactar un convenio entre su gobierno y este organismo internacional. El convenio Para la Promoción de la Transparencia, Combate a la Corrupción y Fortalecimiento de Sistemas de Integridad fue firmado en octubre de 2014 por el presidente del Ejecutivo, Transparencia Internacional y la Asociación para una Sociedad más Justa. Honduras fue el primer país del mundo en firmar un convenio de combate a la corrupción de esta magnitud, el cual se monitoreaba cada tres meses. En enero de 2016, como producto de una serie de protestas conocidas como "marchas de las antorchas", se integró la Misión de Apoyo contra la Corrupción y la Impunidad en Honduras (MACCIH), la cual contribuyó con el caso del robo al Seguro Social y a otros importantes casos de corrupción.
En marzo de 2014 el Consejo Nacional de Defensa y Seguridad ordenó la intervención total del sistema aduanero del país, con base en los hallazgos de la Fuerza Nacional Antievasión y la Dirección Ejecutiva de Ingresos (DEI). Posteriormente, el presidente Hernández decidió también intervenir la Secretaría de Recursos Naturales y Ambiente y el Instituto Hondureño de Mercadeo Agrícola (IMAH) por presuntos actos de corrupción. En julio se intervino el hospital Mario Catarino Rivas, el segundo centro hospitalario más importante del país; por varias denuncias de irregularidades. La intervención destapó el deplorable estado de esta institución pública, controlada por mafias de corrupción y azotada por la escasez de materiales y medicamentos. Ese mismo mes el Consejo Nacional de Seguridad y Defensa determinó intervenir la Dirección de Centros Penales y nombrar nuevas autoridades; esto luego de la fuga de 13 peligrosos reos de la Penitenciaría Nacional en Támara. En septiembre, la Secretaría de salud intervino otro hospital, esta vez en El Progreso, tras la desparición de 50'000 lempiras en medicamentos. En 2017 se intervinieron el Instituto de la Propiedad (IP) en San Pedro Sula, para investigar a una presunta red de estafadores, y el Fondo Vial —adscrito a la Secretaría de Infraestructura y Obras Públicas (Insep)—, del cual también fueron destituidos su director y subdirector; debido a la falta de transparencia en al menos 10 de sus proyectos.

## Economía y finanzas

### Antecedentes
En 2001 se aprobó en Honduras la Estrategia para la Reducción de la Pobreza, que pretendía, entre otros objetivos, reducir los niveles de pobreza y pobreza extrema a 42% y 25% respectivamente. Sin embargo entre 2000 y 2014 la pobreza se redujo apenas 2% según el Foro Social de Deuda Externa y Desarrollo de Honduras. Al año siguiente la Cepal colocó a Honduras como el país con más pobreza en Latinoamérica.

### Políticas implementadas
En diciembre de 2014, el gobierno firmó un acuerdo stand by con el Fondo Monetario Internacional, cuyas metas fueron logradas en junio de 2017, seis meses antes de la fecha límite.

#### Programa Vida Mejor
Fue el programa estandarte del gobierno. Abarcó un conjunto de programas destinados a mejorar las condiciones de vida a familias vulnerables y en pobreza extrema. Los 10 programas incluidos fueron:
- Programa Vivienda Saludable: construyó «viviendas vida mejor» o mejoró las existentes mediante la construcción de pisos, letrinas, techos, pilas y huertos familiares, así como con la instalación de eco-fogones y filtros purificadores de agua.[92]
- Guías de Familia: para identificar, acompañar y capacitar a las familias para que se integraran a los diferentes programas de asistencia social.
- Bono Vida Mejor: entrega de pago condicionado. Se convirtió en el subprograma de mayor cobertura.
- Seguridad Alimentaria y Nutricional: se entregaba una bolsa de productos de la canasta básica a adultos mayores. También se entregaron «meriendas escolares» (raciones alimenticias a niños en las escuelas) para combatir la desnutrición y el bajo rendimiento escolar.[n 2]
- Desarrollemos Honduras: implementado desde 2010. Promovió la aplicación de la Ley de Ingresos Complementarios aprobada ese año, cuyo propósito fue impulsar el desarrollo de proyectos de generación de ingresos complementarios para personas con bajos o nulos ingresos. Se realizaron además capacitaciones sobre emprendedurismo.
- Atención Integral y Desarrollo Humano: su fin fue mejorar la calidad de vida de personas en algún nivel de pobreza o vulnerabilidad.
- Apoyo a las Microempresas Productivas: brindó apoyo técnico, económico y de recursos a microempresas de mujeres.
- Programa Bolsón y Uniforme Escolar: entregó bolsones y uniformes a niños de educación básica y prebásica en extrema pobreza.
- Integración y Protección Social: creó mesas de diálogo a nivel de las comunidades.
- Política Pública de Inclusión Social: apoyó la formulación e implementación de políticas públicas en materia de asistencia social y reducción de la pobreza.

Algunos programas fueron llevados a cabo con la ayuda de la primera dama. Según la Secretaría de Finanzas, la inversión del programa entre 2014 y todo el 2017 fue de 4,201.16 millones de lempiras, 66 % correspondientes a préstamos externos y 34 % a aportes nacionales. Se repartió de la siguiente manera:
| Nombre del programa                   | Beneficiarios           | Inversión (en millones de lempiras)                   |
| ------------------------------------- | ----------------------- | ----------------------------------------------------- |
| Vivienda Saludable                    | 682,870 familias        | 3,884.69                                              |
| Guías de Familia                      | 58,350 participantes    | 2,748.07                                              |
| Bono Vida Mejor                       | 400,000 familias        | 2,408.12                                              |
| Seguridad Alimentaria y Nutricional   | 1,300,915 niños         | 1,973.26                                              |
| Seguridad Alimentaria y Nutricional   | 569,000 adultos mayores | 1,314.40                                              |
| Desarrollemos Honduras                | 32,000 participantes    | 1,442                                                 |
| Atención Integral y Desarrollo Humano | 156,000 participantes   | 410.86                                                |
| Apoyo a las Microempresas Productivas | 73,235 jefas de familia | 90.94 en microcréditos 493.37 en microemprendimientos |
| Bolsón y Útiles Escolares             | 215,600 niños           | 60                                                    |
| Integración y Protección Social       | No hay datos            | 34.62                                                 |
| Política Pública de Inclusión Social  |                         | 20                                                    |
| Total                                 | Total                   | 4,201.16                                              |

El Banco Interamericano de Desarrollo (BID) destacó el éxito del programa. En un informe de marzo de 2018, aseguró que gracias a este la pobreza se redujo de 71.2 % a 59.6 % entre 2016 y 2017, y 30 mil familias salieron de la pobreza extrema, entre otras mejoras en materia de salud, asistencia escolar y prevención del trabajo infantil.

#### Ley de Responsabilidad Fiscal
El 4 de mayo de 2014 fue publicada la Ley de Responsabilidad Fiscal, que busca controlar el gasto, los ingresos y el déficit fiscal de la administración pública. La Ley estableció un techo anual para el déficit del balance global del sector público no financiero igual al 1 % del Producto Interno Bruto (PIB), que se aplicó gradualmente: fue menor al 1.6 % en 2016, menor al 1.5 % en 2017, y menor al 1.2 % en 2018; siendo menor al 1 % desde 2019 en adelante. Además, la ley estableció que el incremento anual del gasto corriente nominal de la administración central no puede ser mayor al promedio anual de los últimos 10 años del crecimiento real del PIB más la proyección de inflación promedio para el siguiente año, y que la deuda flotante no puede ser mayor del 0.5% del PIB.
En 2016 el director del Banco Interamericano de Desarrollo (BID), Marlon Tábora, felicitó la aprobación de la ley, describiéndola como un paso gigante en la reforma económica. También el Fondo Monetario Internacional, destacó en junio de 2017 que la Ley de Responsabilidad Fiscal era uno de los mayores logros de la administración del presidente Hernández.

### Indicadores económicos
En junio de 2017, el análisis Consulta del Artículo IV 2017 del Fondo Monetario Internacional (FMI) dijo que Honduras había «mejorado dramáticamente» su situación económica en los últimos tres años y medio, cumpliendo con creces las metas indicativas y reformas estructurales negociadas con el FMI para el período 2014-2017. Se destacó el re-establecimiento exitoso de la estabilidad macroeconómica del país, la baja sustancial de su déficit fiscal (de -7.5 % del PIB a -1.4 %) y la prudencia fiscal institucionalizada gracias a la implementación de la Ley de Responsabilidad Fiscal. Con todo ello, se recuperó «la confianza de los inversores nacionales e internacionales», afirmó en el análisis Carlos Hurtado López, representante de México y Centroamérica ante el directorio del FMI.
Por su parte, Cepal reportó un crecimiento económico en el país de 3.6% en 2015, 3.5% en 2016, y 3.9% en 2017. Entre las medidas señaladas como favorables a la economía nacional se encontraron la implementación de programas sociales, de la Ley de Responsabilidad Fiscal (desde 2016) y de la Ley de Tarjetas de Crédito (desde finales de 2017).
La calificadora de riesgo crediticio Standard & Poor's mejoró la calificación de Honduras desde 2015, subiéndola de B a B+ con perspectiva estable, y con perspectiva positiva en 2016, destacando la capacidad que tiene Honduras para cumplir en tiempo y forma con las obligaciones financieras. Mientras que en 2017 su calificaciòn fue de BB- con perspectiva estable. Asimismo, la agencia de calificación de riesgo Moody's Investors Service otorgó a Honduras en 2017 la calificación de B1 estable. Ambas calificaciones fueron históricas, siendo Honduras el único país de Centroamérica en avanzar en este aspecto durante ese año. Por otro lado, en 2016 un estudio de una compañía inglesa situó a Honduras como el país con la canasta básica más cara de Latinoamérica, versión rechazada por el gobierno.
Según el Consejo Monetario Centroamericano, la deuda del país fue de USD 10,057.1 millones (42.2% del PIB) para abril de 2017, de los cuales el 68.2% (6,860.8 millones) corresponden a deuda externa y el 31.8% (3,196.3 millones) a deuda interna; representando un aumento de casi USD 2,000 millones respecto a enero de 2014, cuando la deuda pública representó el 42.4% del PIB.

#### Producto Interno Bruto (PIB)
Durante el gobierno de Juan Orlando Hernández, la economía de Honduras creció de tamaño en un 52,5 % de manera nominal. La producción total del país cerró el año 2013 con 18 500 millones de dólares, y 8 años después, en 2021, pasó a 28 200 millones de dólares, creciendo en 9,700 millones de dólares.
En cuanto al PIB per cápita —ingreso promedio o riqueza por habitante—, aumentó en un 32,6 % desde 2013 hasta 2021.
| Año                                             | PIB de Honduras     | PIB per cápita de Honduras |
| ----------------------------------------------- | ------------------- | -------------------------- |
| 2013                                            | USD 18 500 millones | USD 2 102                  |
| 2014                                            | USD 19 757 millones | USD 2 206                  |
| 2015                                            | USD 20 980 millones | USD 2 302                  |
| 2016                                            | USD 21 718 millones | USD 2 342                  |
| 2017                                            | USD 23 136 millones | USD 2 451                  |
| 2018                                            | USD 24 068 millones | USD 2 506                  |
| 2019                                            | USD 25 090 millones | USD 2 567                  |
| 2020                                            | USD 23 828 millones | USD 2 396                  |
| 2021                                            | USD 28 221 millones | USD 2 789                  |
| Fuente: Fondo Monetario Internacional FMI(2020) |                     |                            |

| Porcentaje | 3.058 | 3.84 | 3.893 | 4.843 | 3.845 | 2.653 | -8.965 | 12.534 | + 25.701 |

| Comparativa de Honduras con 33 países de Latinoamérica | Comparativa de Honduras con 33 países de Latinoamérica | Comparativa de Honduras con 33 países de Latinoamérica | Comparativa de Honduras con 33 países de Latinoamérica | Comparativa de Honduras con 33 países de Latinoamérica | Comparativa de Honduras con 33 países de Latinoamérica | Comparativa de Honduras con 33 países de Latinoamérica | Comparativa de Honduras con 33 países de Latinoamérica | Comparativa de Honduras con 33 países de Latinoamérica |
| Año                                                    | 2014                                                   | 2015                                                   | 2016                                                   | 2017                                                   | 2018                                                   | 2019                                                   | 2020                                                   | 2021                                                   |
| ------------------------------------------------------ | ------------------------------------------------------ | ------------------------------------------------------ | ------------------------------------------------------ | ------------------------------------------------------ | ------------------------------------------------------ | ------------------------------------------------------ | ------------------------------------------------------ | ------------------------------------------------------ |
| Posición de Honduras                                   | 17                                                     | 7                                                      | 11                                                     | 3                                                      | 10                                                     | 10                                                     | 18                                                     | 7                                                      |
| Posición inferior                                      | Uruguay                                                | Guatemala                                              | San Cristóbal y Nieves                                 | Aruba                                                  | Perú                                                   | Panamá                                                 | Bolivia                                                | Perú                                                   |
| % inferior                                             | 3.239                                                  | 4.092                                                  | 3.904                                                  | 5.474                                                  | 3.977                                                  | 2.98                                                   | -8.738                                                 | 13.551                                                 |
| Posición superior                                      | México                                                 | Antigua y Barbuda                                      | Guyana                                                 | Paraguay                                               | Panamá                                                 | El Salvador                                            | Jamaica                                                | República Dominicana                                   |
| % superior                                             | 2.85                                                   | 3.824                                                  | 3.807                                                  | 4.81                                                   | 3.685                                                  | 2.435                                                  | -9.92                                                  | 12.272                                                 |

- Se excluyen Cuba, Puerto Rico y las regiones francesas de Guayana Francesa, Martinica y Guadalupe.

#### PIB per cápita
Fuente: Fondo Monetario Internacional (FMI) y proyecciones 2024-2025
| Comparativa con el PIB per cápita (nominal) de los países de América Latina durante el periodo 2013-2021 (expresado en dólares estadounidenses) | Comparativa con el PIB per cápita (nominal) de los países de América Latina durante el periodo 2013-2021 (expresado en dólares estadounidenses) | Comparativa con el PIB per cápita (nominal) de los países de América Latina durante el periodo 2013-2021 (expresado en dólares estadounidenses) | Comparativa con el PIB per cápita (nominal) de los países de América Latina durante el periodo 2013-2021 (expresado en dólares estadounidenses) | Comparativa con el PIB per cápita (nominal) de los países de América Latina durante el periodo 2013-2021 (expresado en dólares estadounidenses) | Comparativa con el PIB per cápita (nominal) de los países de América Latina durante el periodo 2013-2021 (expresado en dólares estadounidenses) | Comparativa con el PIB per cápita (nominal) de los países de América Latina durante el periodo 2013-2021 (expresado en dólares estadounidenses) | Comparativa con el PIB per cápita (nominal) de los países de América Latina durante el periodo 2013-2021 (expresado en dólares estadounidenses) | Comparativa con el PIB per cápita (nominal) de los países de América Latina durante el periodo 2013-2021 (expresado en dólares estadounidenses) | Comparativa con el PIB per cápita (nominal) de los países de América Latina durante el periodo 2013-2021 (expresado en dólares estadounidenses) | Comparativa con el PIB per cápita (nominal) de los países de América Latina durante el periodo 2013-2021 (expresado en dólares estadounidenses) | Comparativa con el PIB per cápita (nominal) de los países de América Latina durante el periodo 2013-2021 (expresado en dólares estadounidenses) | Comparativa con el PIB per cápita (nominal) de los países de América Latina durante el periodo 2013-2021 (expresado en dólares estadounidenses) | Comparativa con el PIB per cápita (nominal) de los países de América Latina durante el periodo 2013-2021 (expresado en dólares estadounidenses) |
| N.º | País | Año 2013 | Año 2014 | Año 2015 | Año 2016 | Año 2017 | Año 2018 | Año 2019 | Año 2020 | Año 2021 | Crecimiento (2013 - 2021) | | |
| --- | --- | --- | --- | --- | --- | --- | --- | --- | --- | --- | --- | --- | --- |
| 1º | Guatemala | 3 522 | 3 778 | 3 994 | 4 172 | 4 452 | 4 485 | 4 646 | 4 610 | 5 053 | + 43,4 % | | |
| 2º | R.Dominicana | 6 413 | 6 805 | 7 139 | 7 521 | 7 874 | 8 340 | 8 595 | 7 553 | 8 965 | + 39,7 % | | |
| 3º | Honduras | 2 087 | 2 190 | 2 286 | 2 325 | 2 435 | 2 489 | 2 529 | 2 332 | 2 762 | + 32,3 % | | |
| 4º | El Salvador | 3 555 | 3 638 | 3 761 | 3 870 | 3 986 | 4 145 | 4 280 | 3 960 | 4 599 | + 29,3 % | | |
| 5º | Panamá | 12 273 | 13 221 | 14 102 | 14 866 | 15 731 | 16 181 | 16 526 | 13 342 | 15 540 | + 26,6 % | | |
| 6º | Haití | 1 408 | 1 408 | 1 359 | 1 263 | 1 337 | 1 441 | 1 277 | 1 235 | 1 765 | + 25,3 % | | |
| 7º | Nicaragua | 1 783 | 1 909 | 2 029 | 2 091 | 2 147 | 2 008 | 1 940 | 1 952 | 2 163 | + 21,3 % | | |
| 8º | Bolivia | 2 938 | 3 114 | 3 069 | 3 110 | 3 388 | 3 588 | 3 591 | 3 172 | 3 449 | + 17,3 % | | |
| 9º | Costa Rica | 10 764 | 10 853 | 11 635 | 11 986 | 12 185 | 12 428 | 12 691 | 12 163 | 12 539 | + 16,4 % | | |
| 10º | Chile | 15 740 | 14 582 | 13 494 | 13 722 | 15 003 | 15 755 | 14 551 | 13 056 | 16 037 | + 1,88 % | | |
| 11º | Perú | 6 920 | 6 880 | 6 436 | 6 453 | 6 992 | 7 210 | 7 251 | 6 328 | 6 852 | - 0,81 % | | |
| 12º | Ecuador | 6 144 | 6 422 | 5 975 | 5 907 | 6 220 | 6 293 | 6 199 | 5 469 | 6 099 | - 1,15 % | | |
| 13º | Uruguay | 18 271 | 18 109 | 16 791 | 16 544 | 18 626 | 18 645 | 17 686 | 15 198 | 17 149 | - 6,14 % | | |
| 14º | Paraguay | 5 892 | 6 065 | 5 360 | 5 265 | 5 608 | 5 703 | 5 302 | 4 885 | 5 433 | - 7,79 % | | |
| 15º | México | 11 099 | 11 272 | 9 915 | 8 999 | 9 542 | 9 970 | 10 259 | 8 742 | 10 180 | - 8,28 % | | |
| 16º | Colombia | 8 409 | 8 312 | 6 337 | 6 037 | 6 577 | 6 923 | 6 540 | 5 366 | 6 239 | - 25,8 % | | |
| 17º | Argentina | 14 488 | 13 208 | 14 895 | 12 772 | 14 618 | 11 786 | 9 941 | 8 489 | 10 639 | - 26,5 % | | |
| 18º | Brasil | 12 752 | 12 601 | 9 182 | 9 117 | 10 419 | 9 629 | 9 364 | 7 344 | 8 269 | - 35,1 % | | |
| 19º | Venezuela | 8 692 | 7 107 | 4 096 | 3 676 | 3 806 | 3 529 | 2 624 | 1 566 | 2 090 | - 75,9 % | | |
| Fuente: Fondo Monetario Internacional FMI (octubre de 2023)                                                                                     | | | | | | | | | | | | | |

## Salud

### Pandemia del COVID-19
La pandemia del Covid-19 llegó a Honduras en marzo de 2020.

### Vacunación contra el COVID-19
La vacunación en Honduras comenzó el 25 de febrero de 2021.

## Otros programas
Otros programas sociales que ha promovido el gobierno son: 
Honduras Actívate: iniciado 12 de abril de 2015. Su fin es promover el ejercicio físico para prevenir enfermedades relacionadas al sedentarismo. Consiste en encuentros multitudinarios en diversos puntos del país para la realización de actividades como carreras, senderismo y zumba, a veces en compañía del presidente Hernández y acompañados de actividades culturales. Fue calificado por la representante de la OPS/OMS, Piedad Huerta, como una iniciativa excepcional a nivel de Latinoamérica. Lo coordina la viceministra de Seguridad, Alejandra Hernández Quan. Hasta abril de 2019, son 48 ediciones las que se han realizado.
Programa presidencial de becas "Honduras 20/20": creado por decreto Ejecutivo en febrero de 2017. Otorga 3 tipos de becas a estudiantes: Beca Solidaria, Beca Juventud 20/20 y Beca Internacional. Según cifras oficiales, cerró el 2018 con 15,000 becarios universitarios en todo el país. Hasta agosto de 2019 se han entregado además 880 becas para posgrados en el extranjero. Todo lo anterior con una inversión de 307 millones de lempiras.

## Controversias

### Saqueo del IHSS
Antes de entregar el poder en 2014, el expresidente Porfirio Lobo Sosa ordenó la intervención del Instituto Hondureño de Seguridad Social (IHSS), (que ya había sido intervenido en 2013) y suspendió a su director, Mario Roberto Zelaya. La Comisión Interventora entregó un primer informe en marzo del mismo año, revelando el mayor caso de corrupción y latrocinio en la historia de esa institución, el cual la dejó con una deuda financiera de 6,399.24 millones de lempiras.
Sus investigaciones llevaron a la captura del exgerente administrativo del IHSS, José Ramón Bertetty; y además se emitió una orden de captura contra Mario Zelaya, quien se dio a la fuga. Posteriormente se acusó al ex gerente financiero, John charles Bográn, a Mario Zelaya y a José Ramón Bertetty por delitos de abuso de autoridad, de incumplimiento de los deberes de los funcionarios, malversación de caudales públicos, fraude y otros delitos ligados a la corrupción. Tras 222 días prófugo, Zelaya fue capturado en el departamento de El Paraíso, cerca de la frontera con Nicaragua, según la versión oficial.
En mayo de 2015 el escándalo salpicó al Partido Nacional de Honduras, cuando se reveló la existencia de cheques donados a esa institución política a través de empresas fantasma ligadas al robo del Seguro Social. Parte de ese dinero fue depositado en cuentas del partido, que fueron aseguradas por el ministerio público en marzo de 2016. Ante esto, líderes de la oposición acusaron al presidente Hernández de ser al autor intelectual detrás del desfalco del IHSS, usado para financiar su campaña política. La ciudadanía también se mostró escéptica y exigió el esclarecimiento definitivo de este caso. En junio de 2015, Hernández admitió que su partido recibió fondos fraudulentos para la financiación de su campaña, pero que él no tenía nada que ver con la corrupción en el IHSS. También dijo que el Partido Nacional tenía el deber de devolver esos recursos, y recalcó que las investigaciones deben continuar "caiga quien caiga." El jefe de la bancada del PNH, Óscar Álvarez, dijo que los cheques fueron recibidos desconociendo lo que pasaba en el IHSS; y en marzo del 2016 aseguró que su partido devolvió el dinero que recibió de "empresas de maletín".
Hasta junio de 2017, el Ministerio Público ha logrado 9 fallos condenatorios, producto de la judicialización de 15 líneas de investigación, habiendo otras 40 pendientes. Además hay otras 46 personas acusadas y se han decomisado casi 300 millones de lempiras en bienes ilícitos. El primer sentenciado fue José Ramón Bertetty, condenado a 7 años de prisión en octubre de 2015. Posteriormente, fue también hallado culpable junto a John Charles Bográn y Mario Zelaya por la sobrevaloración de boletos aéreos y la creación de empresas de maletín para extraer fondos del IHSS. Zelaya fue además encontrado culpable por otros delitos, con lo cual suma más de 25 años de prisión.

### Marchas de las antorchas
Debido principalmente al escandaloso caso de desfalco del Instituto Hondureño de Seguridad Social, el grupo autodenominado "Los indignados", liderados por Ariel Varela, Gabriela Blen y Miguel Briceño, convocaron para el viernes 29 de mayo de 2015 a cientos de capitalinos, que salieron a protestar a las calles de Tegucigalpa portando antorchas y exigiendo el esclarecimiento definitivo de este caso. Una semana después, la llamada "marcha de las antorchas" volvió a llenar las calles de Tegucigalpa, llevándose a cabo también en el transcurso de la semana marchas similares en otras ciudades como San Pedro Sula, La Ceiba, Danlí, Comayagua, Santa Rosa de Copán, Ocotepeque, Tocoa, Roatán y Puerto Cortés. Desde entonces, las marchas de las antorchas convocadas por Los indignados continuaron realizándose las tarde-noches de los viernes, en Tegucigalpa y otras ciudades del país, así como manifestaciones de apoyo en el extranjero; esta vez exigiendo la instalación de una Comisión Internacional Contra la Impunidad y la Corrupción en Honduras (CICIH), similar a la CICIG conformada en Guatemala; y bajo la consigna "Fuera JOH" (Juan Orlando Hernández). 
Luego de que 4 miembros de Los indignados anunciaran una huelga de hambre como medida de presión para pedir la instalación de la CICIH, el presidente Juan Orlando Hernández inició el 24 de junio un diálogo con diversos sectores de la sociedad y propuso la creación de un Sistema Integral Hondureño de Combate a la Impunidad y la Corrupción (SIHCIC) como una medida más profunda, incluyente y efectiva que la CICIH. El llamado al diálogo fue rechazado tajantemente Los indignados, quienes la misma semana sumaban 3 miembros a su huelga de hambre. Las marchas de las antorchas continuaron desarrollándose exigiendo la renuncia del presidente y del fiscal general y la conformación de la CICIH como condicionantes para iniciar un diálogo.
El 7 de septiembre de 2015, un equipo de facilitadores de la OEA, dirigido por John Biehl y respaldado por el metodólogo de la ONU, Alejandro Bendaña, inició un proceso de diálogo con diversos sectores de la sociedad para que la oposición y el gobierno se pusieran de acuerdo sobre la integración de un mecanismo de combate a la corrupción. El equipo mediador concluyó sus funciones el 12 del mismo mes, las cuales tuvieron como fruto la concepción de la MACCIH, la Misión de Apoyo y Combate a la Corrupción y la Impunidad en Honduras.

### Reelección presidencial
La constitución de Honduras de 1982, emitida por una Asamblea Nacional Constituyente tras un periodo de sucesiones de gobiernos militares, prohibía la figura de la reelección presidencial, las iniciativas para legalizarla e incluso la promoción de esta:

El ciudadano que haya desempeñado la titularidad del Poder Ejecutivo no podrá ser Presidente o Vicepresidente de la República.
El que quebrante esta disposición o proponga su reforma, así como aquellos que lo apoyen directa o indirectamente, cesarán de inmediato en el desempeño de sus respectivos cargos y quedarán inhabilitados por diez (10) años para el ejercicio de toda función pública.
Artículo 239 de la constitución.

Esto cambió el miércoles 22 de abril de 2015, cuando la Sala de lo Constitucional de la Corte Suprema de Justicia hondureña falló de manera unánime a favor del recurso de inaplicabilidad al artículo 239 interpuesto por el-expresidente nacionalista Rafael Leonardo Callejas; esto a pesar de que el Artículo 374 de la Constitución prohíbe reformar por cualquier medio los artículos concernientes a la prohibición para ser nuevamente Presidente de la República. La decisión respondió además al recurso de inconstitucionalidad interpuesto anteriormente por 15 diputados nacionalistas y uno de la Unificación Democrática contra el segundo párrafo del artículo 239, el numeral 5 del artículo 42, y el artículo 330 del código penal. Gracias a esto, tanto Callejas como el actual presidente, Juan Orlando Hernández, pudieron participar en las elecciones internas de 2016.
A pesar de que para los entes legales la reelección en Honduras es "cosa juzgada", expertos como el abogado constitucionalista, Juan Carlos Barrientos, y el exfiscal del estado y catedrático de Ciencias Jurídicas, Edmundo Orellana Mercado, calificaron la decisión de la Corte como una violación a la constitución, por extralimitar sus funciones al derogar uno de los llamados "artículos pétreos". La misma opinión mantuvieron líderes de la oposición y representantes de la sociedad civil. También el informe de la Misión de Observación Electoral de la OEA, posterior a las elecciones de 2017, calificó la decisión de la corte como una mala práctica que «revivió la polarización generada por el golpe».

### Caso Rosenthal
En 2015 el país fue sacudido cuando el Departamento del Tesoro de los Estados Unidos y la Fiscalía del Distrito Sur de Nueva York acusaron por corrupción y lavado de dinero relacionado con el tráfico de drogas a Jaime Rosenthal Oliva, a su hijo Yani, a su sobrino Yankel Rosenthal, y al abogado de Grupo Continental. Muchas de las empresas de los Rosenthal fueron incluidas en la lista de la Oficina de Control de Activos Extranjeros (OFAC), entre ellas a Banco Continental SA, acusado de «servir como parte integral de las operaciones de lavado de dinero de los Rosenthal y facilitar el lavado de ganancias procedentes del narcotráfico de múltiples organizaciones centroamericanas de narcotráfico». Esta fue la primera vez que la OFAC designó a un banco conforme a la Ley Kingpin.
La congelación de los bienes de Banco Continental en USA provocó que su índice de adecuación de capital quedara reducido a 5.20%, el cual era inferior al 6% requerido por la Ley del Sistema Financiero. Esta situación provocó el cierre de Banco Continental mediante liquidación forzosa por la Comisión Nacional de Bancos y Seguros (CNBS), a pesar del intento de los Rosenthal de someter al banco a una liquidación voluntaria, para evitar una posible crisis. Ante las críticas y preocupaciones por dicha liquidación y por la incautación de más de 60 bienes a la familia Rosenthal, el presidente Hernández dejó en claro que ese era un problema entre el banco y la justicia de Estados Unidos, ajeno al gobierno; también felicitó a la CNBS y defendió su decisión como acertada. Además aseguró que el gobierno haría todo lo posible por evitar el cierre de muchas empresas y garantizar el pago de los trabajadores de empresas incautadas.

### Asesinato de líderes ambientalistas
El 3 de marzo de 2016, asesinaron en La Esperanza (Intibucá) a la mundialmente conocida dirigente indígena, activista ambientalista y coordinadora del Consejo Cívico de Organizaciones Populares e Indígenas de Honduras (COPINH), Berta Cáceres. El presidente Hernández condenó el hecho y declaró el esclarecimiento de su crimen como una prioridad del Estado. Su asesinato fue también ampliamente condenado a nivel internacional por organizaciones como el Parlamento Europeo, la Comisión Interamericana de Derechos Humanos y Greenpeace; quienes demandaron al gobierno hondureño una pronta investigación de este crimen. Hubo además manifestaciones en varios países del mundo por parte de activistas sociales pidiendo justicia por el crimen. En Honduras también se realizaron varias protestas en los meses posteriores, por parte de estudiantes universitarios, del Copinh y de otros grupos activistas.
A días de su muerte, Amnistía Internacional criticó la deficiente investigación de las autoridades hondureñas y lamentó la negativa del presidente Juan Orlando a reunirse con familiares de Berta Cáceres, con defensores de derechos humanos y con Amnistía Internacional. Meses después, también el Comité de la ONU contra la Tortura criticó la lentitud de dicha investigación.
 
A mediados de junio, 5 congresistas estadounidenses presentaron el Proyecto de Ley Berta Cáceres, orientado a suspender la ayuda económica de EE. UU. a los entes de seguridad en Honduras, hasta que el gobierno castigue a los responsables del asesinato de Cáceres y de otros activistas del medio ambiente. La amenaza de este proyecto de ley, que debilitaría la lucha contra el crimen en Honduras mediante la retención de alrededor de 18 millones de dólares de financiación en materia de seguridad, empujó al presidente Hernández a reunirse con congresistas en Washington para interceder en contra. La ley no pasó, pero fue reintroducida en marzo de 2017 por 25 representantes.
En enero de 2017, Billy Kyte, representante de Global Witness, publicó un informe en el que señala a Honduras como el país más peligroso del mundo para el activismo ambiental, con 123 personas asesinadas desde 2010 por oponerse a proyectos de represas. El informe habla de "élites poderosas" y políticos detrás de dichos proyectos, mencionando directamente a la presidenta del Partido Nacional y vicepresidenta del Congreso Nacional, Gladis Aurora López Calderón y a su marido; e implicando a la policía y al ejército, financiados con ayuda estadounidense, en la represión contra los activistas de la tierra. También reúne numerosos ataques a activistas hondureños y da recomendaciones para detener los asesinatos. López solicitó al ministerio público una investigación del informe y querelló a Billy Kyte por difamación y calumnia. Mientras que Casa Presidencial se pronunció en un comunicado, asegurando que el informe carece de sustento y que no es objetivo ni veraz. Asimismo, la experta en energías renovables y ambiente, Elsia Paz, acusó a la ONG de irresponsable al emitir falsas acusaciones. El ministro de Recursos Naturales y Ambiente, José Galdámez, llamó al fiscal general a detener a Kyte si no declaraba ante el Ministerio Público, lo cual no aconteció porque fue resguardado por el Alto Comisionado de los Derechos Humanos hasta su salida del país.

### Crisis poselectoral
Durante el conteo de votos en las elecciones generales de 2017, el candidato por la Alianza de Oposición, Salvador Nasralla llamó a sus simpatizantes a salir a protestar a las calles ante un presunto fraude electoral. Las protestas vandálicas en varias zonas del país dejaron un saldo de al menos 7 muertos y más de 20 heridos. En respuesta, el 1 de diciembre el gobierno hondureño decretó la suspensión de ciertas garantías constitucionales, con un toque de queda durante 10 días. Tras la declaración oficial de resultados electorales dos semanas después, el coordinado de la Alianza anunció un paro nacional, que provocó una nueva ola de protestas en todo el país, con bloqueos en las principales calles de Tegucigalpa y San Pedro Sula. El presidente Hernández promovió un diálogo para solventar la crisis política y hacer convenios con las fuerzas políticas; el mismo concluyó el 11 de diciembre de 2018.

### Caravanas de migrantes
Las caravanas de migrantes son una serie de éxodos iniciados en octubre de 2018, con el objetivo principal de ingresar a los Estados Unidos en busca de mejores condiciones de vida. El primero de ellos fue iniciado por unos mil hondureños el 13 de octubre de 2018, quienes partieron de San Pedro Sula, Honduras, algunos con el objetivo de llegar a México para pedir asilo,  empujados por la pobreza y violencia en su país de origen. Le siguió una segunda caravana de casi mil hondureños, que partió de Esquipulas, Guatemala, el 21 de octubre y otras tres caravanas conformadas por salvadoreños, que partieron desde El Salvador los días posteriores. Desde entonces, esta modalidad de migración se ha vuelto frecuente en la región centroamericana.
La primera caravana fue criticada, desde su inicio, por el gobierno estadounidense, especialmente por el presidente Donald Trump, mientras que el gobierno de México pidió apoyo a la Organización de las Naciones Unidas (ONU) para atender a los migrantes.

### Acusaciones por narcotráfico
El hermano del presidente Tony Hernández fue declarado culpable en Nueva York por narcotráfico y otros delitos. Según testigos del juicio, varios narcotraficantes pagaban sobornos a Tony Hernández, Pepe Lobo y Juan Orlando Hernández a cambio de protección al momento de transportar la droga

## Percepción

Evaluación de la gestión presidencial (2014-enero de 2019) según CID Gallup.

En sus primeros 10 meses de gobierno, un estudio de la firma mexicana Consulta Mitofsky posicionó a Juan Orlando como uno de los presidentes de América mejor evaluados, con un 60% de aprobación.
Encuestas similares realizadas a nivel nacional por el Equipo de Reflexión, Investigación y Comunicación (ERIC) de la Compañía de Jesús en Honduras y por CID Gallup le dieron al presidente una aprobación del 54%, siendo entonces el político mejor evaluado del país. La encuesta de CID Gallup evaluó además la gestión presidencial, la cual obtuvo un 44% de opiniones positivas frente a un 28% de opiniones negativas; con un 40% de los encuestados considerando que la situación del país será mejor al finalizar el gobierno, un 25% creyendo que será peor y un 23% que será igual. 
En los años posteriores, la evaluación en el desempeño de Juan Orlando como presidente tuvo cambios drásticos según CID Gallup, manteniéndose baja durante 2016, aumentado en 2017 —durante campaña electoral— y manteniéndose en cifras negativas durante su segunda gestión iniciada en 2018.
En abril de 2019, con 62 meses de gestión, las encuestas de Consulta Mitovsky lo colocaron en la posición número 13 —junto a Sebastián Piñera de Chile— de la lista de 18 presidentes en el continente americano, contando solo con un 27% de aprobación.